# Sonate pour piano de Tcherepnine
Pour les articles homonymes, voir Sonate pour piano (homonymie).
La Sonate pour piano en la mineur opus 22 est une sonate d'Alexandre Tcherepnine composée en 1918 et publiée en 1924 à Paris.

## Structure
1. Allegro commodo: structure symétrique qui utilise l'attaque des touches.
2. Andante: accords obstinés.
3. Allegro: bref et martelé au ras du clavier.
4. Grave: marche funèbre précède une mélodie sur un rythme binaire combiné à un rythme à trois temps.